# 1845 في المملكة المتحدة
فيما يلي قوائم الأحداث التي وقعت خلال عام 1845 في المملكة المتحدة.

## سياسة

### انتهاء فترة المنصب
- 5 فبراير – وليم غلادستون رئيس مجلس التجارة [الإنجليزية]‏.

## كتب
من الكتب التي صدرت هذه السنة في المملكة المتحدة:
- 20 ديسمبر – صرار الليل على الموقد من تأليف تشارلز ديكنز.

## مواليد

### يناير
- 10 يناير – جيمس طومسون بوتوملي فيزيائي أيرلندي.

### مارس
- 9 مارس – تشارلز ليال موظف مدني من المملكة المتحدة.

### مايو
- 4 مايو – ويليام كليفورد

### يوليو
- 9 يوليو – جورج داروين
- 23 يوليو – مارتن ستانيسلاوس برينان عالم فلك أمريكي.

### أغسطس
- 26 أغسطس – ماري آن نيكولز

### سبتمبر
- 15 سبتمبر – هنري سويت
- 25 سبتمبر – أرتشيبالد سايس

### أكتوبر
- 1 أكتوبر – وليام كريستي عالم فلك بريطاني.
- 5 أكتوبر – إرنستو ناثان

## وفيات

### يناير
- 11 يناير – إثيلدريد بينيت (مواليد 1776) جيولوجية.

### فبراير
- 9 فبراير – وليام غرفث (مواليد 1810) عالم نبات من المملكة المتحدة.

### مارس
- 11 مارس – جوني أبلسيد (مواليد 1774) أسطورة، صاحب مشتل ومبشر.
- 13 مارس – جون فردريك دانيال (مواليد 1790)
- 22 مارس – كاساندرا أوستن (مواليد 1773) رسامة إنجليزية والأخت الكبرى لجاين أوستن.

### مايو
- 3 مايو – توماس هود (مواليد 1799) كاتب بريطاني.

### يوليو
- 17 يوليو – تشارلز غراي (مواليد 1764)